# Time (David Bowie)
Time är en låt skriven och framförd av David Bowie och släpptes som singel den 13 april 1973 och finns med på albumet Aladdin Sane som släpptes samma dag.
Textraden "Demanding Billy Doll, and other friends of mine" syftar på Billy Murcias död 1972. Murcia var trummis i amerikanska rockbandet New York Dolls.